# Bogate biedaki
Bogate biedaki (ang. The Beverly Hillbillies) – amerykański film komediowy z 1993 roku w reżyserii Penelope Spheeris. Wyprodukowany przez 20th Century Fox na podstawie serialu The Beverly Hillbillies z lat sześćdziesiątych.

## Opis fabuły
Jed Clampett (Jim Varney), biedny farmer z Arkansas, odkrywa na swojej ziemi złoża ropy naftowej. Już jako bogacz przenosi się z rodziną do Beverly Hills. Wielkomiejski zgiełk robi duże wrażenie na przybyszach z prowincji. Starają się przystosować do nowych warunków. Budzą też ciekawość mieszkańców.

## Obsada
- Jim Varney jako Jedidiah D. "Jed" Clampett[1]
- Diedrich Bader jako Jethro Bodine/Jethrine Bodine
- Erika Eleniak jako Elly May Clampett
- Cloris Leachman jako Daisy May "Granny" Moses
- Dabney Coleman jako pan Milburn Drysdale
- Lily Tomlin jako pani Jane Hathaway
- Lea Thompson jako Laura Jackson "Laurette Voleur"
- Rob Schneider jako Woodrow Tyler
- Penny Fuller jako Margaret Drysdale
- Kevin Connolly jako Morgan Drysdale
- Linda Carlson jako ciocia Pearl Bodine
- Buddy Ebsen jako Barnaby Jones

i inni